# Táo Kidd's Orange Red

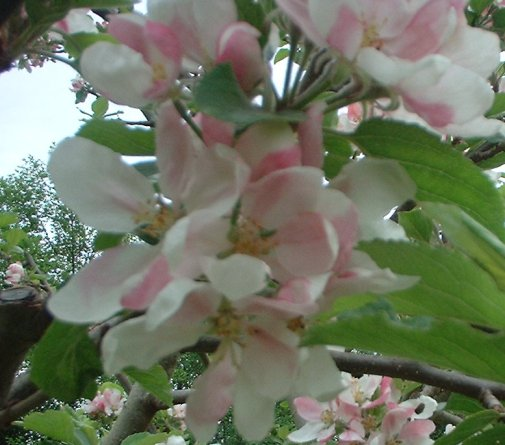
Hoa của cây 'Kidd's Orange Red'

' Kidd's Orange Red' là một giống táo được thuần hóa có nguồn gốc từ New Zealand. Nó còn được gọi là táo 'Delco'. Nó là cha mẹ của các giống táo 'Gala' và 'Telstar'. Táo ' Captain Kidd' là một sport từ 'Kidd's Orange Red' với trái cây có sắc tố đỏ mạnh hơn.